# الیمبان
الیمبان (به فرانسوی: Alembon) یک کمون در فرانسه است که در پا-دو-کاله واقع شده‌است.

## خصوصیات
الیمبان ۸٫۹۷ کیلومترمربع مساحت و ۵۹۷ نفر جمعیت دارد و ۱۰۶ متر بالاتر از سطح دریا واقع شده‌است.